# Ophrynia insulana
Ophrynia insulana är en spindelart som beskrevs av Nikolaj Scharff 1990. Ophrynia insulana ingår i släktet Ophrynia och familjen täckvävarspindlar.
Artens utbredningsområde är Tanzania. Inga underarter finns listade i Catalogue of Life.